# Bayfront
Bayfront es un lugar designado por el censo ubicado en el condado de Ashland en el estado estadounidense de Wisconsin. En el Censo de 2020 tenía una población de 113 habitantes y una densidad poblacional de 30,62 personas por km².

## Geografía
Bayfront se encuentra ubicado en las coordenadas 46°37′22″N 90°47′37″O / 46.62278, -90.79361. Según la Oficina del Censo de los Estados Unidos, tiene una superficie total de 3,69 km², todos correspondientes a tierra firme.
Se encuentra al norte del condado, en la orilla sureste de la bahía Chequamegon, una pequeña bahía en el lago Superior. Se encuentra a 8 km al noreste de Ashland, la sede del condado.